# Гонки улиток

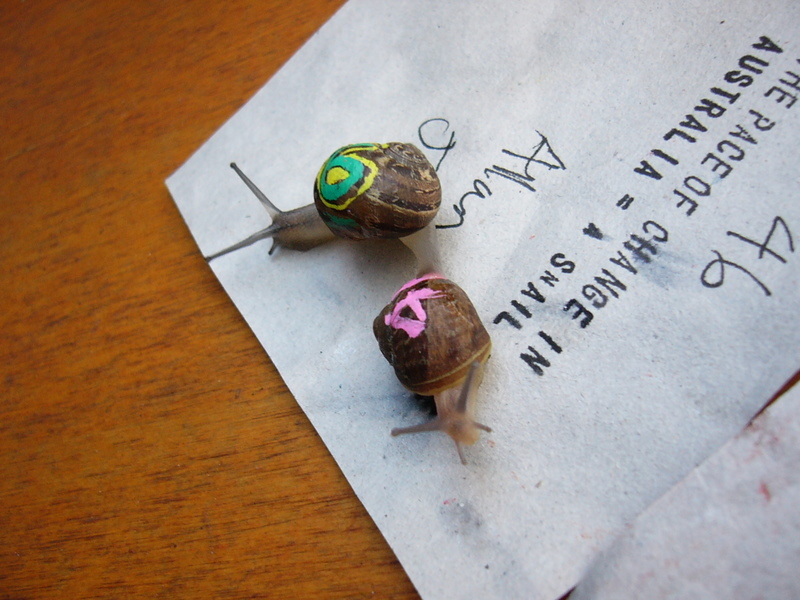
Помеченные улитки перед состязанием

Гонки улиток — соревнования, распространённые в первую очередь в Великобритании и ряде стран континентальной Европы, представляющие собой состязание в скорости между наземными улитками. Для участия в гонках чаще всего используются садовые улитки (Cornu aspersum).

## Правила
Каждая из улиток-участников имеет имя и для различения помечается цифрой, наклеенной или нарисованной на её раковине. «Забег» обычно проводится на столе, застеленном предварительно увлажнённой тканью, на которой нарисован круг радиусом 30-50 см. Перед началом состязания улитки помещаются в его центр, а победителем становится та, которая первой достигает линии окружности; в ряде случаев «трасса» может состоять из нескольких концентрических окружностей. Иногда область финиша смазывают чесночной эссенцией, запах которой предположительно привлекает улиток.

## История и распространение
Первые известные гонки улиток были проведены в январе 1920 года французским педагогом-новатором Селестеном Френе, при этом в качестве «трассы» для них использовалась классная доска.
Старейшим из регулярно устраиваемых состязаний такого рода является «чемпионат мира», проходящий на поле для крикета в английском городке Конгем, графство Норфолк: первое состязание в этом населённом пункте было организовано в 1960 году Томом Эльсом, незадолго до этого побывавшим во Франции и присутствовавшим там на подобном мероприятии. В среднем в гонке участвует около 200 улиток на нескольких одинаковых столах. Рекордом этих состязаний является результат улитки Арчи, в 1995 году преодолевшей дистанцию радиусом в 13 дюймов (33 см) за две минуты. В 2010 году улитка Сидни прошла ту же дистанцию за три минуты и сорок одну секунду; двумя годами ранее улитка Хейкки, названная в честь гонщика «Формулы-1» Хейкки Ковалайнена, преодолела её же за три минуты две секунды, что стало лучшим результатом со времени установления рекорда Арчи.
Самыми известными гонками улиткок является так называемый «Гиннессовский чемпионат гастроподов», проводимый в Лондоне и спонсируемый пивным брендом «Гиннесс». Первое подобное мероприятие, организованное в 1999 году, комментировал известный обозреватель скачек Джон МакКририк, в качестве сигнала к старту использовавший фразу «Ready, steady, slow» (букв. «На старт, внимание, медленно»; аллюзия на «Ready, steady, go» — «На старт, внимание, марш»), ставшую впоследствии официальным девизом состязаний. Через год «Гиннесс» продемонстрировал гонки улиток в рекламном ролике в рамках кампании «Bet on Black», получившем серебряную награду на международном фестивале рекламы «Каннские львы».
С 1992 года относительно известные гонки улиток, называющиеся «Большой чемпионат по гонкам улиток», регулярно проводятся в английской деревне Снейлуэлл, графство Кембриджшир, в рамках ежегодной летней ярмарки. Это событие привлекает в деревню в среднем порядка 400 туристов, что более чем вдвое превышает её население.
В континентальной Европе самыми популярными гонками улиток являются состязания, ежегодно проходящие в мае в Озенбаке, Эльзас. Из других французских чемпионатов по гонкам улиток известны состязания в Лагардере: все участвующие в «забеге» животные, за исключением победителя, после мероприятия умерщвляются и подаются зрителям в качестве закуски.